# Garelli Katia
Die Garelli Katia war ein Mofa/Moped des italienischen Herstellers Garelli, das von 1973 bis 1991 produziert wurde. Sie war als Mofa und Moped erhältlich und zeichnete sich durch ihre robuste Bauweise sowie einfache Technik aus. Neben den Versionen mit Zweitakt-Verbrennungsmotor wurde 1974 auch eine elektrische Variante unter dem Namen Katia Elettrico vorgestellt. Diese war eines der ersten serienmäßig produzierten Elektro-Mofas weltweit.

## Geschichte
Die Katia war ursprünglich als Fahrzeug für ein überwiegend weibliches Publikum konzipiert, fand jedoch rasch in urbanen Räumen auch allgemein ein breiteres Publikum. Besonders geschätzt wurde die Katia wegen ihrer breiten Reifen, die auf Kopfsteinpflaster und Straßenbahnschienen mehr Sicherheit boten. Im Laufe seiner Produktionszeit wurde das Modell nur geringfügig, meist äußerlich verändert. Lizenzproduktionen gab es in Brasilien und Taiwan.

## Katia Elettrico (1974)
Die bedeutendste Innovation war die 1974 vorgestellte Katia Elettrico, das erste seriengefertigte Elektromofa mit zwei 12-Volt-Batterien. Trotz einer Reichweite von 60 km und einer Höchstgeschwindigkeit von 40 km/h blieb ihr der kommerzielle Erfolg verwehrt.

## Technische Daten
| Merkmal                | Wert                            |
| ---------------------- | ------------------------------- |
| Motortyp               | Zweitakt, 49 cm³                |
| Bohrung × Hub          | 40 × 39 mm                      |
| Verdichtungsverhältnis | 8 : 1                           |
| Leistung               | 1,5 PS bei 4500/min             |
| Zylinder               | horizontal, aus Gusseisen       |
| Kühlung                | Luftkühlung                     |
| Zündung                | Schwunglichtmagnet              |
| Vergaser               | Dell’Orto SHA 14/12             |
| Schmierung             | Öl-Benzin-Gemisch 1 : 25        |
| Kupplung               | automatische Fliehkraftkupplung |
| Getriebe               | Zweigangautomatik               |
| Anlasser               | Elektrisch                      |
| Rahmen                 | Stahlrohrrahmen                 |
| Vorderradfederung      | Teleskopgabel                   |
| Hinterradfederung      | Zweiarmschwinge mit Federbeinen |
| Räder                  | Leichtmetallfelgen              |
| Bereifung              | 3,00 × 10 Zoll                  |
| Bremsen                | Trommelbremsen, zentral         |
| Leergewicht            | 45 kg                           |
| Höchstgeschwindigkeit  | 40 km/h                         |
| Verbrauch              | ca. 2 l/100 km                  |
| Tankinhalt             | 3 Liter                         |

## Varianten
- Katia M (Mofa mit Pedalantrieb)
- Katia K2V (Moped mit Kickstarter und Zweigang-Automatik)
- Katia ES (mit elektrischem Anlasser)
- Katia Elettrico (Elektromofa mit 2 × 12V-Batterien)

## Vergleichbare Modelle
Ein vergleichbares Elektro-Mofa war das deutsche Solo 720.